# Cutzato
Cutzato es una localidad del estado mexicano de Michoacán. Es parte del municipio de Uruapan. Fue fundada el 25 de noviembre de 1909.

## Demografía
| Gráfica de evolución demográfica |
|                                  |

| Censo | Población |
| ----- | --------- |
| 1910  | 252       |
| 1921  | 207       |
| 1930  | 299       |
| 1940  | 85        |
| 1950  | 332       |
| 1960  | 263       |
| 1970  | 557       |
| 1980  | 657       |
| 1990  | 861       |
| 2000  | 820       |
| 2010  | 878       |
| 2020  | 1091      |